# Chronologie du théâtre
La chronologie du théâtre présente, sur une échelle de temps, les naissance et mort des principales figures liées à l'art dramatique (auteurs, comédiens, etc.) ainsi que des dates de création de leurs œuvres et les grands évènements ayant marqué l'histoire du théâtre.

## Accès direct aux tables décennales
Annéesavant 1600 •
XVIIe siècle1600 • 1610 • 1620 • 1630 • 1640 • 1650 • 1660 • 1670 • 1680 • 1690 •
XVIIIe siècle1700 • 1710 • 1720 • 1730 • 1740  • 1750 • 1760 • 1770 • 1780 • 1790 •
XIXe siècle1800 • 1810 • 1820 • 1830 • 1840 • 1850 • 1860 • 1870 • 1880 • 1890 •
XXe siècle1900 • 1910 • 1920 • 1930 • 1940 • 1950 • 1960 • 1970 • 1980 • 1990 •
XXIe siècle2000 • 2010 • 2020

### Avant 1600
- XIVe siècle au théâtre
- XVe siècle au théâtre
- XVIe siècle au théâtre - Étienne Jodelle (1532-1573) ; Naissance de Félix Lope de Vega (1562), William Shakespeare (1564) et Christopher Marlowe (1564-1593)

### Années 1600
- 1600 au théâtre - Naissance de Calderón
- 1601 au théâtre - Naissance de Tristan L'Hermite
- 1602 au théâtre - x
- 1603 au théâtre - x
- 1604 au théâtre - x
- 1605 au théâtre - x
- 1606 au théâtre - Naissance de Pierre Corneille; Le Roi Lear de Shakespeare
- 1607 au théâtre - x
- 1608 au théâtre - x
- 1609 au théâtre - x

### Années 1610
- 1610 au théâtre - x
- 1611 au théâtre - x
- 1612 au théâtre - x
- 1613 au théâtre - x
- 1614 au théâtre - x
- 1615 au théâtre - x
- 1616 au théâtre - Mort de William Shakespeare
- 1617 au théâtre - x
- 1618 au théâtre - Naissance de Madeleine Béjart
- 1619 au théâtre - x

### Années 1620
- 1620 au théâtre - x
- 1621 au théâtre - x
- 1622 au théâtre - Naissance de Molière
- 1623 au théâtre - x
- 1624 au théâtre - x
- 1625 au théâtre - x
- 1626 au théâtre - x
- 1627 au théâtre - x
- 1628 au théâtre - x
- 1629 au théâtre - Mélite, première pièce de Pierre Corneille

### Années 1630
- 1630 au théâtre - x
- 1631 au théâtre - x
- 1632 au théâtre - x
- 1633 au théâtre - x
- 1634 au théâtre - x
- 1635 au théâtre - Mort de Félix Lope de Vega; La vie est un songe de Calderón
- 1636 au théâtre - x
- 1637 au théâtre - x
- 1638 au théâtre - x
- 1639 au théâtre - Naissance de Jean Racine

### Années 1640
- 1640 au théâtre - x
- 1641 au théâtre - x
- 1642 au théâtre - x
- 1643 au théâtre - x
- 1644 au théâtre - x
- 1645 au théâtre - Le Médecin volant, première pièce de Molière
- 1646 au théâtre - x
- 1647 au théâtre - x
- 1648 au théâtre - x
- 1649 au théâtre - x

### Années 1650
- 1650 au théâtre - x
- 1651 au théâtre - x
- 1652 au théâtre - x
- 1653 au théâtre - x
- 1654 au théâtre - x
- 1655 au théâtre - Mort de Tristan L'Hermite
- 1656 au théâtre - x
- 1657 au théâtre - x
- 1658 au théâtre - x
- 1659 au théâtre - x

### Années 1660
- 1660 au théâtre - x
- 1661 au théâtre - x
- 1662 au théâtre - x
- 1663 au théâtre - x
- 1664 au théâtre - La Thébaïde, première pièce de Jean Racine
- 1665 au théâtre - Dom Juan de Molière
- 1666 au théâtre - Le Misanthrope de Molière
- 1667 au théâtre - Andromaque de Jean Racine
- 1668 au théâtre - L'Avare de Molière; Britannicus de Jean Racine
- 1669 au théâtre - Le Tartuffe de Molière

### Années 1670
- 1670 au théâtre - Le Bourgeois gentilhomme de Molière; Bérénice de Jean Racine
- 1671 au théâtre - x
- 1672 au théâtre - Mort de Madeleine Béjart; Bajazet et Mithridate de Jean Racine
- 1673 au théâtre - Le Malade imaginaire, dernière pièce de Molière; Mort de Molière
- 1674 au théâtre - Suréna, dernière pièce de Pierre Corneille
- 1675 au théâtre - x
- 1676 au théâtre - x
- 1677 au théâtre - Phèdre de Jean Racine
- 1678 au théâtre - x
- 1679 au théâtre - x

### Années 1680
- 1680 au théâtre - Fondation officielle de la Comédie-Française par lettre de cachet de Louis XIV
- 1681 au théâtre - Mort de Calderón
- 1682 au théâtre - Ouverture de l'Opéra du Quai au Foin à Bruxelles
- 1683 au théâtre - x
- 1684 au théâtre - Mort de Pierre Corneille
- 1685 au théâtre - x
- 1686 au théâtre - x
- 1687 au théâtre -
- 1688 au théâtre - Naissance de Marivaux
- 1689 au théâtre -

### Années 1690
- 1690 au théâtre - x
- 1691 au théâtre - Athalie, dernière pièce de Jean Racine
- 1692 au théâtre - x
- 1693 au théâtre - x
- 1694 au théâtre - Naissance de Voltaire
- 1695 au théâtre - x
- 1696 au théâtre - x
- 1697 au théâtre - x
- 1698 au théâtre - x
- 1699 au théâtre - Mort de Jean Racine

### Années 1700
- 1700 au théâtre - Ouverture du Théâtre de la Monnaie à Bruxelles
- 1701 au théâtre - x
- 1702 au théâtre - x
- 1703 au théâtre - x
- 1704 au théâtre - x
- 1705 au théâtre - x
- 1706 au théâtre - Le Père prudent et équitable, première pièce de Marivaux
- 1707 au théâtre - Naissance de Carlo Goldoni
- 1708 au théâtre - x
- 1709 au théâtre - x

### Années 1710
- 1710 au théâtre - x
- 1711 au théâtre - x
- 1712 au théâtre - x
- 1713 au théâtre - x
- 1714 au théâtre - x
- 1715 au théâtre - x
- 1716 au théâtre - x
- 1717 au théâtre - x
- 1718 au théâtre - Œdipe, première pièce de Voltaire
- 1719 au théâtre - x

### Années 1720
- 1720 au théâtre - x
- 1721 au théâtre - x
- 1722 au théâtre - x
- 1723 au théâtre - La Double Inconstance, de Marivaux
- 1724 au théâtre - x
- 1725 au théâtre - L'Île des esclaves, de Marivaux
- 1726 au théâtre - x
- 1727 au théâtre - Les Fausses Confidences, de Marivaux
- 1728 au théâtre - x
- 1729 au théâtre - x

### Années 1730
- 1730 au théâtre - Le Jeu de l'amour et du hasard, de Marivaux
- 1731 au théâtre - x
- 1732 au théâtre - Naissance de Beaumarchais
- 1733 au théâtre - x
- 1734 au théâtre - x
- 1735 au théâtre - x
- 1736 au théâtre - x
- 1737 au théâtre - x
- 1738 au théâtre - x
- 1739 au théâtre - x

### Années 1740
- 1740 au théâtre - x
- 1741 au théâtre - x
- 1742 au théâtre - x
- 1743 au théâtre - x
- 1744 au théâtre - La Dispute, de Marivaux
- 1745 au théâtre - x
- 1746 au théâtre - Naissance de Félicité de Genlis
- 1747 au théâtre - x
- 1748 au théâtre - x
- 1749 au théâtre - Naissance de Goethe

### Années 1750
- 1750 au théâtre - x
- 1751 au théâtre - x
- 1752 au théâtre - x
- 1753 au théâtre - x
- 1754 au théâtre - x
- 1755 au théâtre - x
- 1756 au théâtre - x
- 1757 au théâtre - x
- 1758 au théâtre - x
- 1759 au théâtre - Naissance de Friedrich von Schiller

### Années 1760
- 1760 au théâtre - x
- 1761 au théâtre - La Provinciale, dernière pièce de Marivaux
- 1762 au théâtre - x
- 1763 au théâtre - Mort de Marivaux
- 1764 au théâtre - x
- 1765 au théâtre - x
- 1766 au théâtre - x
- 1767 au théâtre - Eugénie, première pièce de Beaumarchais
- 1768 au théâtre - x
- 1769 au théâtre - x

### Années 1770
- 1770 au théâtre - x
- 1771 au théâtre - x
- 1772 au théâtre - x
- 1773 au théâtre - x
- 1774 au théâtre - x
- 1775 au théâtre - Le Barbier de Séville de Beaumarchais
- 1776 au théâtre - x
- 1777 au théâtre - x
- 1778 au théâtre - Le Mariage de Figaro de Beaumarchais; Agathocle, dernière pièce de Voltaire
- 1779 au théâtre -Mort de Voltaire

### Années 1780
- 1780 au théâtre - x
- 1781 au théâtre - Les Brigands, première pièce de Schiller
- 1782 au théâtre - Inauguration du théâtre de l'Odéon à Paris
- 1783 au théâtre - x
- 1784 au théâtre - x
- 1785 au théâtre - x
- 1786 au théâtre - x
- 1787 au théâtre - x
- 1788 au théâtre - Fondation du Théâtre dramatique royal de Stockholm
- 1789 au théâtre - x

### Années 1790
- 1790 au théâtre - x
- 1791 au théâtre - Naissance d'Eugène Scribe
- 1792 au théâtre - La Mère coupable, dernière pièce de Beaumarchais
- 1793 au théâtre - Mort de Carlo Goldoni
- 1794 au théâtre - Naissance d'Alexandre Griboïedov
- 1795 au théâtre - x
- 1796 au théâtre - x
- 1797 au théâtre - x
- 1798 au théâtre - x
- 1799 au théâtre - Mort de Beaumarchais ; Naissance d'Alexandre Pouchkine

### Années 1800
- 1800 au théâtre - x
- 1801 au théâtre - x
- 1802 au théâtre - Naissance de Victor Hugo
- 1803 au théâtre - x
- 1804 au théâtre - x
- 1805 au théâtre - Mort de Friedrich von Schiller
- 1806 au théâtre - x
- 1807 au théâtre - x
- 1808 au théâtre - Faust de Goethe
- 1809 au théâtre - Naissance de Nicolas Gogol

### Années 1810
- 1810 au théâtre - Naissance d'Alfred de Musset
- 1811 au théâtre - x
- 1812 au théâtre - x
- 1813 au théâtre - x
- 1814 au théâtre - x
- 1815 au théâtre - Naissance d'Eugène Labiche
- 1816 au théâtre - x
- 1817 au théâtre - x
- 1818 au théâtre - x
- 1819 au théâtre - x

### Années 1820
- 1820 au théâtre - x
- 1821 au théâtre - x
- 1822 au théâtre - x
- 1823 au théâtre - Naissance d'Alexandre Ostrovski
- 1824 au théâtre - Naissance d'Alexandre Dumas fils
- 1825 au théâtre - Le Malheur d'avoir trop d'esprit, de Griboïedov
- 1826 au théâtre - x
- 1827 au théâtre - Cromwell, première pièce de Victor Hugo
- 1828 au théâtre - Naissance d'Henrik Ibsen
- 1829 au théâtre - Mort d'Alexandre Griboïedov

### Années 1830
- 1830 au théâtre - Mort de Félicité de Genlis; Bataille d'Hernani (Victor Hugo); La Nuit vénitienne, première pièce d'Alfred de Musset
- 1831 au théâtre - Naissance de Victorien Sardou et d'Henri Meilhac
- 1832 au théâtre - Mort de Goethe; Lucrèce Borgia de Victor Hugo
- 1833 au théâtre - Les Caprices de Marianne de Musset
- 1834 au théâtre - Naissance de Ludovic Halévy; Lorenzaccio et On ne badine pas avec l'amour de Musset
- 1835 au théâtre - x
- 1836 au théâtre - Naissance de Réjane; Le Revizor de Gogol
- 1837 au théâtre - La Cuvette d'eau, première pièce d'Eugène Labiche ; Mort d'Alexandre Pouchkine
- 1838 au théâtre - x
- 1839 au théâtre - x

### Années 1840
- 1840 au théâtre - x
- 1841 au théâtre - x
- 1842 au théâtre - x
- 1843 au théâtre - x
- 1844 au théâtre - Naissance de Sarah Bernhardt
- 1845 au théâtre x
- 1846 au théâtre - x
- 1847 au théâtre - x
- 1848 au théâtre - Naissance d'Octave Mirbeau
- 1849 au théâtre - Naissance d'August Strindberg

### Années 1850
- 1850 au théâtre - x
- 1851 au théâtre - Bettine, dernière pièce d'Alfred de Musset
- 1852 au théâtre - Mort de Nicolas Gogol
- 1853 au théâtre - x
- 1854 au théâtre - Naissance d'Oscar Wilde
- 1855 au théâtre - x
- 1856 au théâtre - x
- 1857 au théâtre - Mort d'Alfred de Musset; L'Affaire de la rue de Lourcine de Labiche
- 1858 au théâtre - Naissance d'Eleonora Duse et Georges Courteline
- 1859 au théâtre - L'Orage d'Ostrovski

### Années 1860
- 1860 au théâtre - Naissance d'Anton Tchekhov
- 1861 au théâtre - Mort d'Eugène Scribe
- 1862 au théâtre - Naissance de Georges Feydeau, Maurice Maeterlinck et Arthur Schnitzler
- 1863 au théâtre - Naissance de Constantin Stanislavski
- 1864 au théâtre - Naissance de Frank Wedekind
- 1865 au théâtre - x
- 1866 au théâtre - Peer Gynt d'Ibsen
- 1867 au théâtre - Naissance de Luigi Pirandello
- 1868 au théâtre - Naissance de Paul Claudel, Maxime Gorki et Edmond Rostand
- 1869 au théâtre - Torquemada, dernière pièce de Victor Hugo (non-représentée) ; Naissance de Gaston Arman de Caillavet

### Années 1870
- 1870 au théâtre - x
- 1871 au théâtre - x
- 1872 au théâtre - Naissance de Robert de Flers
- 1873 au théâtre - Naissance d'Alfred Jarry
- 1874 au théâtre - x
- 1875 au théâtre - x
- 1876 au théâtre - x
- 1877 au théâtre - La Clé, dernière pièce d'Eugène Labiche
- 1878 au théâtre -  Platonov, première pièce de Tchekhov
- 1879 au théâtre - Une maison de poupée, d'Ibsen

### Années 1880
- 1880 au théâtre - x
- 1881 au théâtre - x
- 1882 au théâtre -  Naissance de Jean Giraudoux; Par la fenêtre, première pièce de Georges Feydeau; Un ennemi du peuple d'Ibsen
- 1883 au théâtre - x
- 1884 au théâtre - Le Canard sauvage d'Ibsen
- 1885 au théâtre - Mort de Victor Hugo ; Naissance de Sacha Guitry
- 1886 au théâtre - Mort d'Alexandre Ostrovski
- 1887 au théâtre - L'Endormie, première pièce de Paul Claudel; Ivanov de Tchekhov
- 1888 au théâtre - Mort d'Eugène Labiche ; Naissance d'Eugene O'Neill; Mademoiselle Julie de Strindberg; Inauguration du Burgtheater
- 1889 au théâtre - Naissance de Jean Cocteau

### Années 1890
- 1890 au théâtre - Hedda Gabler d'Ibsen
- 1891 au théâtre - Naissance de Mikhaïl Boulgakov; L'Éveil du printemps de Wedekind
- 1892 au théâtre - x
- 1893 au théâtre - x
- 1894 au théâtre - x
- 1895 au théâtre - Mort d'Alexandre Dumas fils ; Naissance de Marcel Pagnol; La Mouette de Tchekhov
- 1896 au théâtre - Ubu roi d'Alfred Jarry
- 1897 au théâtre - Mort d'Henri Meilhac; Fondation du Théâtre d'art de Moscou par Constantin Stanislavski et Vladimir Nemirovitch-Dantchenko; Oncle Vania de Tchekhov; Première de Cyrano de Bergerac d'Edmond Rostand
- 1898 au théâtre - Naissance de Bertolt Brecht et Federico García Lorca
- 1899 au théâtre - Naissance de Marcel Achard; La Dame de chez Maxim de Feydeau

### Années 1900
- 1900 au théâtre - Naissance de Madeleine Renaud et d'Helene Weigel; Mort d'Oscar Wilde; Les Trois Sœurs de Tchekhov
- 1901 au théâtre - Naissance d'Ödön von Horváth
- 1902 au théâtre - Naissance de Marcel Aymé ; Le Page, première pièce de Sacha Guitry; Les Bas-fonds de Gorki
- 1903 au théâtre - La Ronde de Schnitzler; La Cerisaie, dernière pièce de Tchekhov
- 1904 au théâtre - Mort d'Anton Tchekhov; Naissance de Witold Gombrowicz
- 1905 au théâtre - Naissance de Jean-Paul Sartre
- 1906 au théâtre - Naissance de Samuel Beckett ; Mort d'Henrik Ibsen
- 1907 au théâtre - Naissance de Laurence Olivier; Mort d'Alfred Jarry
- 1908 au théâtre - Naissance de Margarete Steffin; Mort de Victorien Sardou et de Ludovic Halévy
- 1909 au théâtre - Naissance d'Eugène Ionesco

### Années 1910
- 1910 au théâtre - Naissance de Jean Anouilh et de Jean-Louis Barrault
- 1911 au théâtre - Naissance de Tennessee Williams
- 1912 au théâtre - Mort d'August Strindberg, naissance de Jean Vilar.
- 1913 au théâtre - Naissance de Félicien Marceau
- 1914 au théâtre - Naissance de Marguerite Duras
- 1915 au théâtre - Mort de Gaston Arman de Caillavet ; Naissance d'Arthur Miller et de Tadeusz Kantor
- 1916 au théâtre - Naissance de Peter Weiss; Hortense a dit : j'm'en fous, dernière pièce de Georges Feydeau
- 1917 au théâtre - Mort d'Octave Mirbeau
- 1918 au théâtre - Naissance de René de Obaldia ; Mort de Frank Wedekind et Edmond Rostand; Baal, première pièce de Bertoldt Brecht
- 1919 au théâtre - Mort de Réjane

### Années 1920
- 1920 au théâtre - x
- 1921 au théâtre - Mort de Georges Feydeau ; Naissance de Friedrich Dürrenmatt et Giorgio Strehler; Six Personnages en quête d'auteur de Luigi Pirandello
- 1922 au théâtre - Naissance de Pier Paolo Pasolini; Antigone, première pièce de Jean Cocteau
- 1923 au théâtre - Naissance de Claude Régy et de Jacqueline Maillan; Mort de Sarah Bernhardt
- 1924 au théâtre - Mort d'Eleonora Duse
- 1925 au théâtre - Naissance de Peter Brook, Michel Piccoli et Yukio Mishima
- 1926 au théâtre - Naissance de Dario Fo;Topaze et Marius de Marcel Pagnol
- 1927 au théâtre - Mort de Robert de Flers
- 1928 au théâtre - Naissance de Françoise Dorin et d'Edward Albee
- 1929 au théâtre - Naissance de Franca Rame et d'Heiner Müller; Mort de Georges Courteline; Le Soulier de satin de Paul Claudel

### Années 1930
- 1930 au théâtre - Naissance d'Harold Pinter et Antoine Vitez
- 1931 au théâtre - Naissance de Thomas Bernhard; Mort d'Arthur Schnitzler; Fanny de Marcel Pagnol
- 1932 au théâtre - Naissance de Fernando Arrabal
- 1933 au théâtre - Naissance de Jerzy Grotowski
- 1934 au théâtre - Naissance d'Edward Bond
- 1935 au théâtre - Grand-peur et misère du IIIe Reich de Bertoldt Brecht
- 1936 au théâtre - Naissance de Václav Havel; Mort de Luigi Pirandello, Maxime Gorki et Federico García Lorca; La Maison de Bernarda Alba de Federico García Lorca; La Formation de l'acteur de Stanislavski
- 1937 au théâtre - x
- 1938 au théâtre - Mort de Constantin Stanislavski et Ödön von Horváth; La Vie de Galilée et Mère Courage et ses enfants de Bertoldt Brecht, Yvonne, princesse de Bourgogne de Witold Gombrowicz
- 1939 au théâtre - Naissance de Copi

### Années 1940
- 1940 au théâtre - Mort de Mikhaïl Boulgakov
- 1941 au théâtre - Naissance de Bob Wilson; mort de Margarete Steffin
- 1942 au théâtre - Naissance de Peter Handke
- 1943 au théâtre - x
- 1944 au théâtre - Naissance de Patrice Chéreau et de Lars Norén, Mort de Jean Giraudoux
- 1945 au théâtre - Naissance de Rainer Werner Fassbinder; La Ménagerie de verre, première pièce de Tennessee Williams
- 1946 au théâtre - Naissance d'Elfriede Jelinek; César de Marcel Pagnol
- 1947 au théâtre - Naissance de Valère Novarina; Premier Festival d'Avignon, fondé par Jean Vilar; Giorgio Strehler et Paolo Grassi fondent le Piccolo Teatro à Milan
- 1948 au théâtre - Naissance de Bernard-Marie Koltès; En attendant Godot de Samuel Beckett; Petit Organon pour le théâtre de Brecht
- 1949 au théâtre - Mort de Maurice Maeterlinck; création du Berliner Ensemble par Brecht et Helene Weigel

### Années 1950
- 1950 au théâtre - La Cantatrice chauve, première pièce d'Eugène Ionesco
- 1951 au théâtre - Lee Strasberg est nommé directeur artistique de l'Actors Studio
- 1952 au théâtre - x
- 1953 au théâtre -  Mort d'Eugene O'Neill
- 1954 au théâtre - x
- 1955 au théâtre - Mort de Paul Claudel; La Visite de la vieille dame de Friedrich Dürrenmatt
- 1956 au théâtre - Naissance de Dominique Blanc; Mort de Bertolt Brecht
- 1957 au théâtre - Mort de Sacha Guitry; Naissance de Jean-Luc Lagarce; Fin de partie de Samuel Beckett
- 1958 au théâtre - x
- 1959 au théâtre - Naissance de Jon Fosse

### Années 1960
- 1960 au théâtre - x
- 1961 au théâtre - x
- 1962 au théâtre - Création de la Schaubühne à Berlin
- 1963 au théâtre - Mort de Jean Cocteau
- 1964 au théâtre - Naissance de Rodrigo García; Ariane Mnouchkine et  Philippe Léotard fondent la compagnie du Théâtre du Soleil, installée à La Cartoucherie en 1970
- 1965 au théâtre - x
- 1966 au théâtre - Naissance d'Angélica Liddell; Mort de Luigi Pirandello; Outrage au public de Peter Handke
- 1967 au théâtre - Mort de Marcel Aymé
- 1968 au théâtre - L'Espace vide de Peter Brook
- 1969 au théâtre - Mort de Witold Gombrowicz; Romain Bouteille fonde la troupe du Café de la Gare, avec Miou-Miou, Patrick Dewaere, Gérard Depardieu, Coluche, etc.

### Années 1970
- 1970 au théâtre - Mort de Yukio Mishima
- 1971 au théâtre - Mort de Jean Vilar et d'Helene Weigel; Naissance de Sarah Kane
- 1972 au théâtre - x
- 1973 au théâtre - x
- 1974 au théâtre - Mort de Marcel Pagnol et de Marcel Achard
- 1975 au théâtre - Mort de Pier Paolo Pasolini
- 1976 au théâtre - x
- 1977 au théâtre - x
- 1978 au théâtre - x
- 1979 au théâtre - x

### Années 1980
- 1980 au théâtre - Mort de Jean-Paul Sartre
- 1981 au théâtre - Par les villages de Peter Handke
- 1982 au théâtre - Mort de Peter Weiss et Rainer Werner Fassbinder
- 1983 au théâtre - Mort de Tennessee Williams
- 1984 au théâtre - x
- 1985 au théâtre - Le Mahabharata de Peter Brook; Pièces de guerre d'Edward Bond
- 1986 au théâtre - x
- 1987 au théâtre - Première Nuit des Molières ; Mort de Jean Anouilh et Copi
- 1988 au théâtre - Scandale de Place des Héros, dernière pièce de Thomas Bernhard
- 1989 au théâtre - Mort de Samuel Beckett, Laurence Olivier, Bernard-Marie Koltès et Thomas Bernhard

### Années 1990
- 1990 au théâtre - Mort de Tadeusz Kantor, Friedrich Dürrenmatt et Antoine Vitez; Juste la fin du monde de Jean-Luc Lagarce
- 1991 au théâtre
- 1992 au théâtre - Mort de Jacqueline Maillan
- 1993 au théâtre
- 1994 au théâtre - Mort de Madeleine Renaud et Jean-Louis Barrault
- 1995 au théâtre - Mort de Jean-Luc Lagarce et Heiner Müller
- 1996 au théâtre - Mort de Marguerite Duras
- 1997 au théâtre - Mort de Giorgio Strehler
- 1998 au théâtre
- 1999 au théâtre - Mort de Sarah Kane et de Jerzy Grotowski

### Années 2000
- 2000 au théâtre
- 2001 au théâtre
- 2002 au théâtre
- 2003 au théâtre
- 2004 au théâtre
- 2005 au théâtre
- 2006 au théâtre
- 2007 au théâtre
- 2008 au théâtre - Mort d'Harold Pinter
- 2009 au théâtre

### Années 2010
- 2010 au théâtre
- 2011 au théâtre
- 2012 au théâtre
- 2013 au théâtre - Mort de Franca Rame et de Patrice Chéreau
- 2014 au théâtre
- 2015 au théâtre
- 2016 au théâtre - Mort de Dario Fo et Edward Albee
- 2017 au théâtre
- 2018 au théâtre - Mort de Françoise Dorin
- 2019 au théâtre - Mort de Claude Régy

### Années 2020
- 2020 au théâtre - Mort de Michel Piccoli
- 2021 au théâtre - Mort de Lars Norén
- 2022 au théâtre - Mort de Peter Brook
- 2023 au théâtre - Mort de René de Obaldia
- 2024 au théâtre - Mort de Edward Bond
- 2025 au théâtre - Mort de Bob Wilson

## Autres chronologies thématiques
- Aéronautique • Architecture • Astronomie • Automobile • Bande dessinée
- Chemins de fer • Cinéma • Échecs • Football • Jeu vidéo • Littérature • Musique
- Santé et médecine • Science • Sociologie • Sport • Théâtre • Télévision